# 逗子・葉山駅
逗子・葉山駅（ずし・はやまえき）は、神奈川県逗子市逗子五丁目にある、京浜急行電鉄逗子線の駅。逗子線の終着駅である。駅番号はKK53。
京急電鉄最西端の駅である。

## 歴史

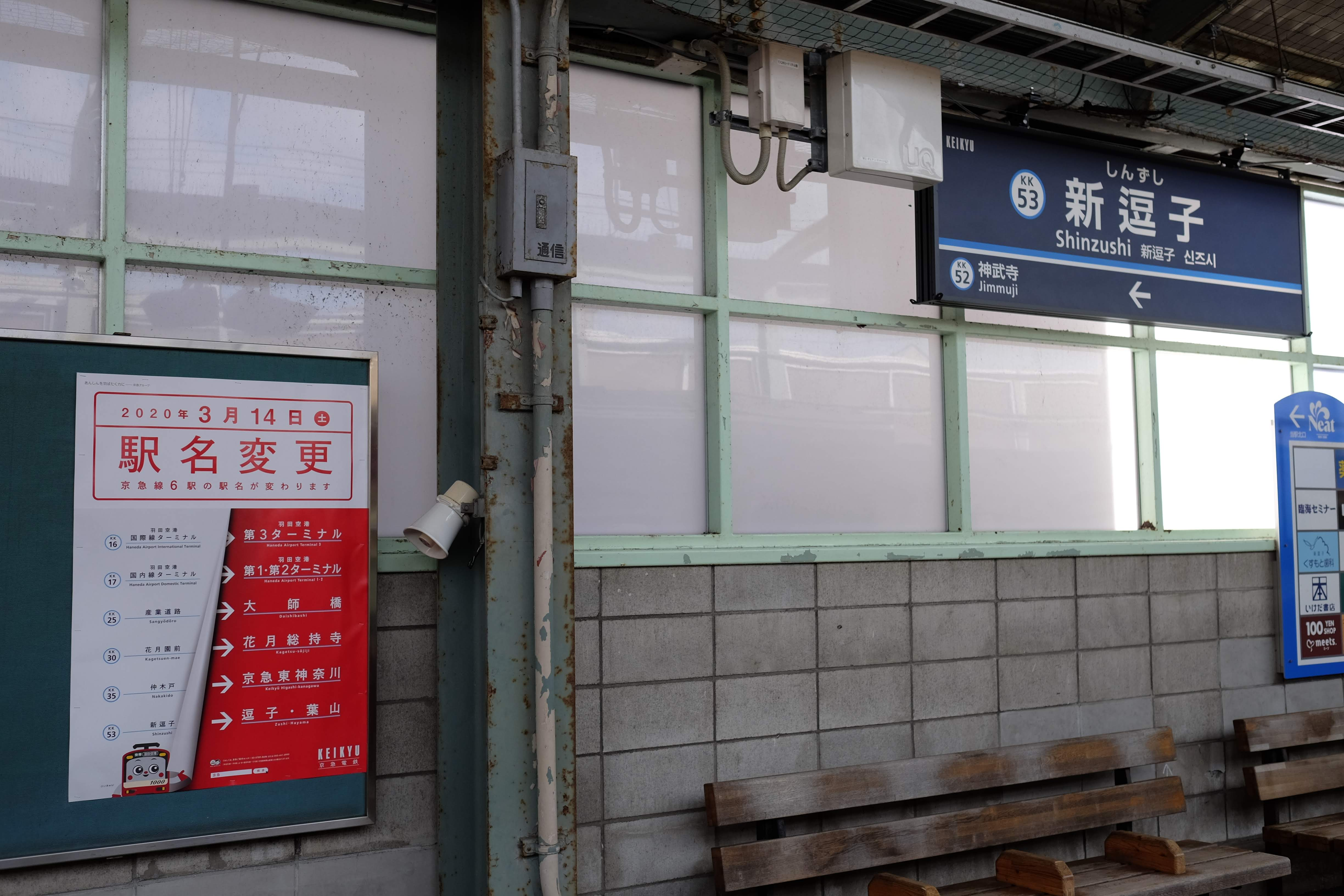
逗子・葉山駅への駅名変更を告知するポスター

- 1930年（昭和5年）4月1日 - 湘南電気鉄道の湘南逗子駅として開業[1]。現在地より200メートル金沢八景寄り（北緯35度17分45秒 東経139度34分52秒 / 北緯35.29583度 東経139.58111度）にあった。
- 1931年（昭和6年）4月1日 - 路線を400メートル延伸し湘南逗子葉山口乗降場（北緯35度17分34秒 東経139度34分48.5秒 / 北緯35.29278度 東経139.580139度）を開設[1]。従来の駅は湘南逗子沼間口乗降場と改称[1]。
- 1942年（昭和17年）
  - 5月1日 - 会社併合により、東京急行電鉄（大東急）の駅となる。
  - 9月1日 - 葉山口乗降場を廃止し、路線を元の沼間口乗降場まで短縮して湘南逗子沼間口乗降場を湘南逗子駅に戻す[1]。
- 1948年（昭和23年）
  - 6月1日 - 東急からの分離独立により、再び京急の駅となる。
  - 7月3日 - 路線延長の形で逗子海岸駅として旧葉山口乗降場を復活させる[1]。
- 1963年（昭和38年）11月1日 - 湘南逗子駅を京浜逗子駅に改称[1]。
- 1985年（昭和60年）3月2日 - 輸送力増強により最大8両編成の列車に対応するため京浜逗子駅と逗子海岸駅を統合し、中間地点に新逗子駅（しんずしえき）を設置[1]。北口は旧京浜逗子駅舎をそのまま流用、南口は新設した。南口駅舎はダンスホールもあったかつての旧湘南逗子駅舎の形を模している。
- 1991年（平成3年）3月15日 - 3階建ての駅ビル「ニート新逗子」が北口に開業[2]。旧京浜逗子駅の駅舎は解体された。
- 1999年（平成11年）7月31日 - 京急線の白紙ダイヤ改正により、京急蒲田駅 - 当駅間の急行を廃止。
- 2008年（平成20年）11月21日 - 接近メロディを導入。「LIFE」が採用される。
- 2010年（平成22年）5月16日 - ダイヤ改正により、新設されたエアポート急行の発着駅となる。
- 2020年（令和2年）3月14日 - 逗子・葉山駅に改称し[3][1]、副駅名に旧駅名 新逗子が追加される[4][5]。

新逗子駅に至る駅廃統合の変遷 帰属：国土交通省「国土画像情報（カラー空中写真）」　配布元：国土地理院地図・空中写真閲覧サービス

## 駅構造
8両編成対応の単式ホーム1面1線を有する地上駅。逗子線は全線複線だが、当駅を設置する際に従前の下り側（東側）の線路を一部撤去し、その部分にホームを構築したため、駅構内では単線となっている。
前述の通り2駅を統合した駅のため、改札口は南北二か所の旧駅付近に設置されている。北口の駅ビル「ニート」2階の改札からは約100メートル程の高架連絡橋を経由してホームに達する。一方、南口はホーム端から直接出入りが可能である。
北口側には上りエスカレーターが設置されているが、エレベーター等の昇降設備がないため、バリアフリールートは南口側に限定される。
ホームには4両・6両・8両編成の最後部付近に車掌用の発車用スイッチがある。これは、踏切と信号機、電子電鈴装置と連動している。
統合前の京浜逗子駅・逗子海岸駅は、共に相対式ホーム2面2線を有する地上駅であった。

### のりば
1面1線のみであり、案内サインには番線表記がないが、LED式発車標には「1」と番号が付番されている。
| 番線 | 路線   | 行先                          |
| ---- | ------ | ----------------------------- |
| 1    | 逗子線 | 横浜・品川方面 / 羽田空港方面 |

### 接近メロディ
2008年11月21日から、逗子市出身の音楽ユニット・キマグレンの楽曲「LIFE」をアレンジしたものを接近メロディとして使用している。メロディはスイッチの制作で、編曲は塩塚博が手掛けた。

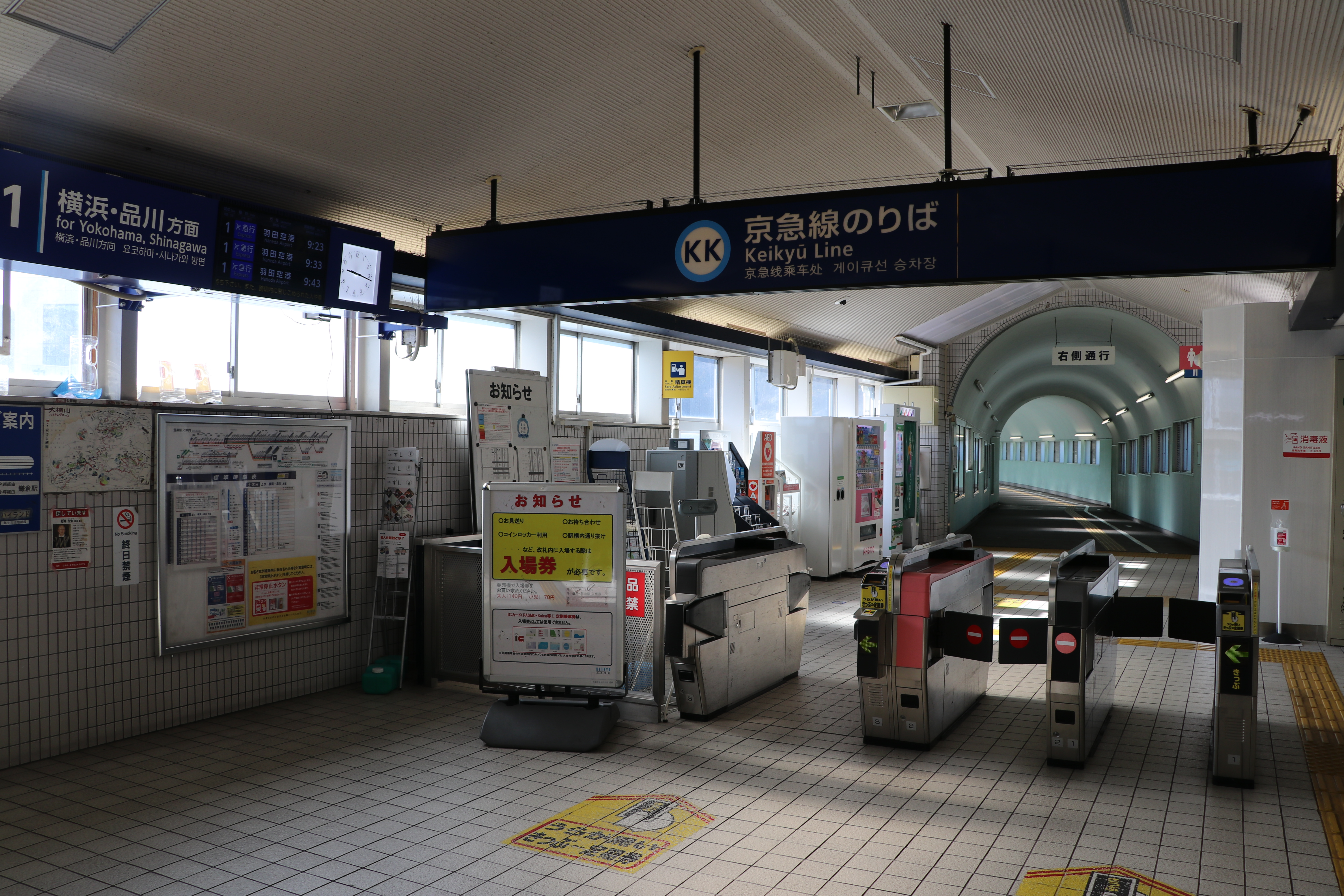
北口改札（2021年2月）
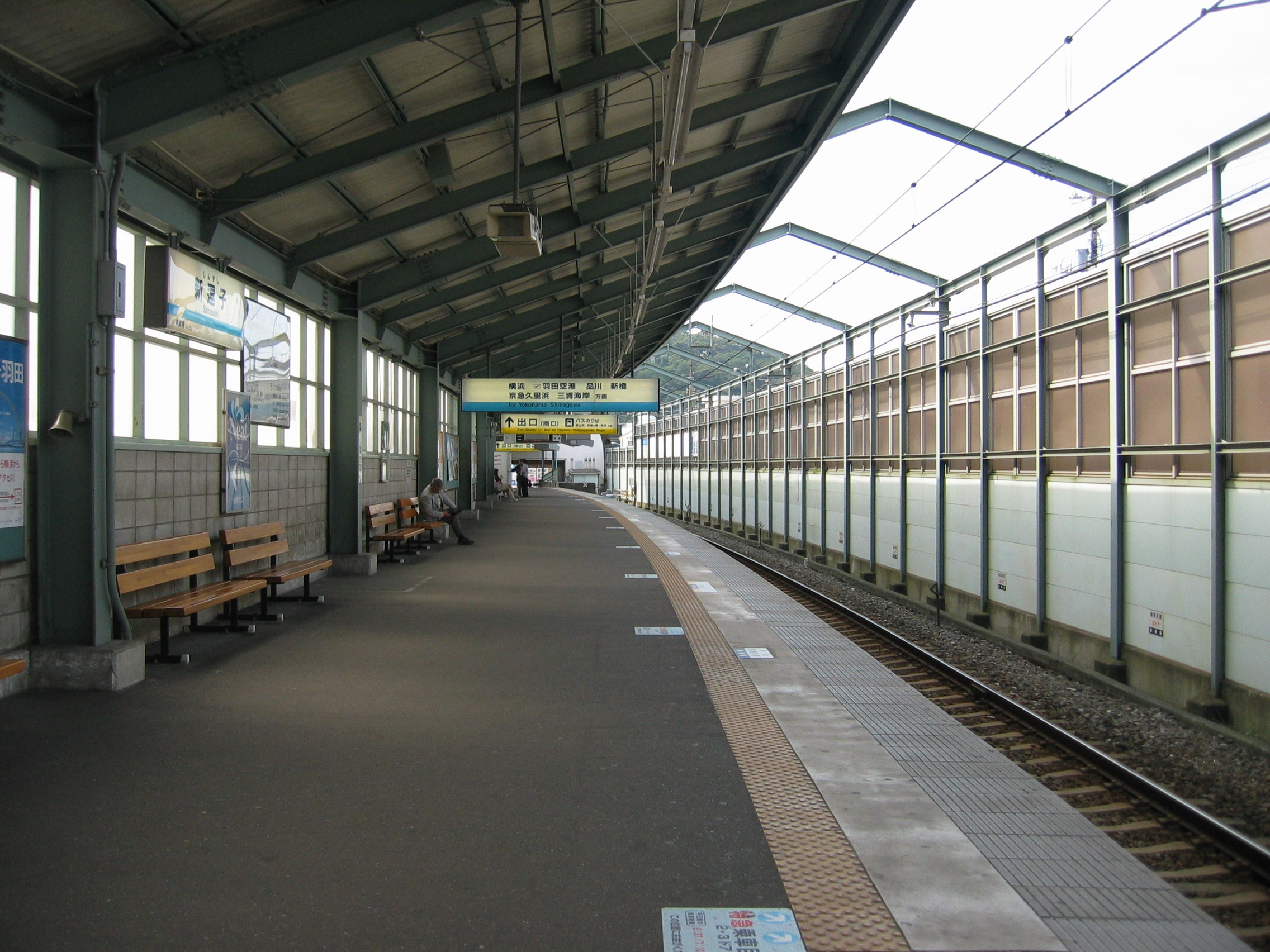
ホーム（2007年10月）
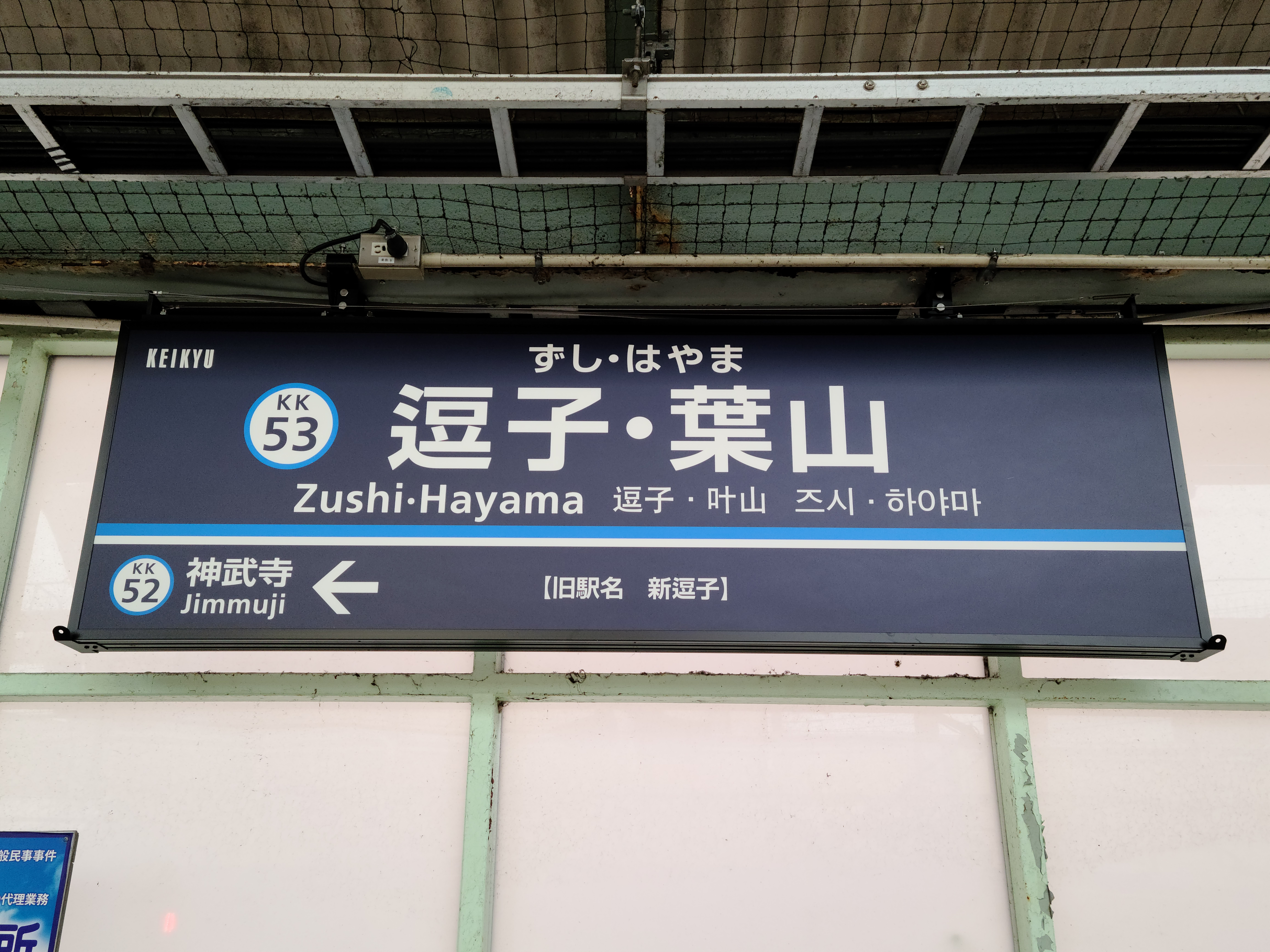
駅名標（2020年7月28日）
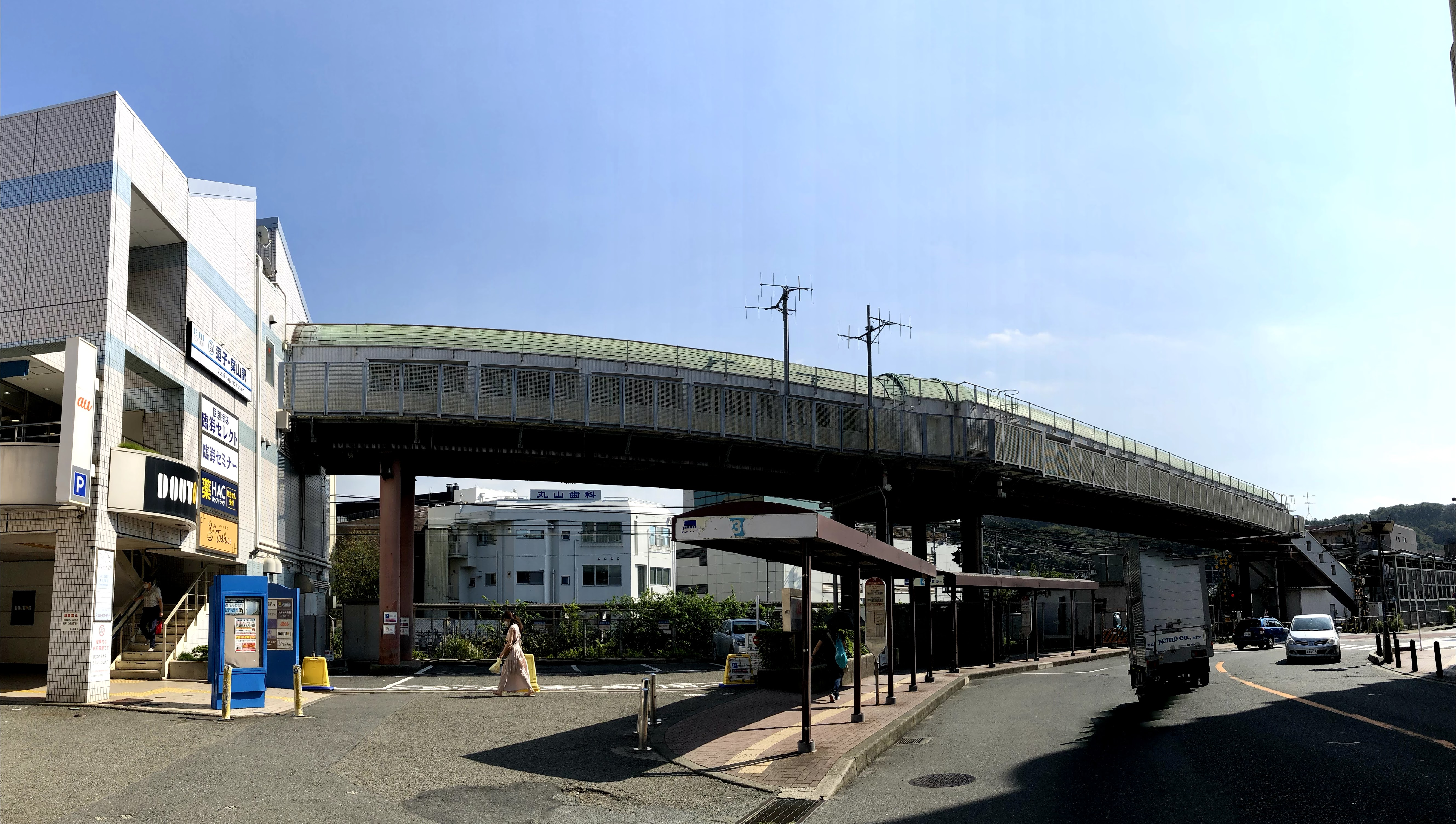
北口とホームを結ぶ連絡橋（2021年10月）

## 利用状況
2024年（令和6年）度の1日平均乗降人員は22,587人であり、京急線全72駅中26位。
近年の1日平均乗降人員と乗車人員の推移は下記の通り。
| 年度               | 1日平均 乗降人員 | 1日平均 乗車人員 | 出典     |
| ------------------ | ---------------- | ---------------- | -------- |
| 1995年（平成07年） |                  | 13,353           | [ * 1 ]  |
| 1998年（平成10年） |                  | 11,739           | [ * 2 ]  |
| 1999年（平成11年） |                  | 11,399           | [ * 3 ]  |
| 2000年（平成12年） |                  | 11,202           | [ * 3 ]  |
| 2001年（平成13年） |                  | 11,064           | [ * 4 ]  |
| 2002年（平成14年） | 21,740           | 11,023           | [ * 5 ]  |
| 2003年（平成15年） | 22,118           | 11,097           | [ * 6 ]  |
| 2004年（平成16年） | 21,982           | 11,026           | [ * 7 ]  |
| 2005年（平成17年） | 22,172           | 11,142           | [ * 8 ]  |
| 2006年（平成18年） | 22,331           | 11,222           | [ * 9 ]  |
| 2007年（平成19年） | 22,594           | 11,280           | [ * 10 ] |
| 2008年（平成20年） | 22,969           | 11,418           | [ * 11 ] |
| 2009年（平成21年） | 22,805           | 11,319           | [ * 12 ] |
| 2010年（平成22年） | 23,143           | 11,477           | [ * 13 ] |
| 2011年（平成23年） | 22,990           | 11,378           | [ * 14 ] |
| 2012年（平成24年） | 23,318           | 11,574           | [ * 15 ] |
| 2013年（平成25年） | 24,184           | 12,004           | [ * 16 ] |
| 2014年（平成26年） | 23,857           | 11,854           | [ * 17 ] |
| 2015年（平成27年） | 24,518           | 12,156           | [ * 18 ] |
| 2016年（平成28年） | 25,128           | 12,478           | [ * 19 ] |
| 2017年（平成29年） | 25,315           | 12,583           | [ * 20 ] |
| 2018年（平成30年） | 25,273           | 12,561           | [ * 21 ] |
| 2019年（令和元年） | 25,136           | 12,489           | [ * 22 ] |
| 2020年（令和02年） | 18,330           |                  |          |
| 2021年（令和03年） | 20,830           |                  |          |
| 2022年（令和04年） | 22,357           |                  |          |
| 2023年（令和05年） | 22,844           |                  |          |
| 2024年（令和06年） | 22,587           |                  |          |

## 駅周辺
逗子市の市街地が広がる。南口から15分程歩くと逗子海岸海水浴場に達する。
- 横須賀線逗子駅 - 北口から300m程（徒歩5分）。連絡運輸は定期券のみ。
- ニート - 北口駅ビル。名前は「洗練された」などの意味を持つ Neat から採られている。
- 逗子市役所
- 逗子文化プラザホール
  - 逗子文化プラザ市民交流センター
- 逗子市民体育館
- 逗子市立図書館
- 逗子市消防本部
- 逗子銀座商店街
- 亀岡八幡宮
- 逗子郵便局
- 逗子桜山郵便局
- 逗子開成中学校・高等学校
- 聖マリア小学校
- 神奈川県道24号横須賀逗子線

## バス路線
駅前に設置されている「逗子・葉山駅」が最寄りバス停。バス停は北口付近と南口付近にそれぞれ設置され、方面別に停留所が分かれている。南口付近には停留所の他、旧逗子海岸駅の敷地跡を活用したバス車庫があり、バスターミナルのようになっている（北方向へは県道24号上の停留所発着）。なお、当駅を経由するバスはすべてJR逗子駅を起・終点としており、ターミナル機能は持たない。全路線京浜急行バスによる運行。発着する路線の詳細は、京浜急行バス逗子営業所・京浜急行バス鎌倉営業所・京浜急行バス衣笠営業所を参照。

### 北口
- 田浦駅方面（逗子橋側踏切渡りすぐ）
  - 逗17 - 葉桜行
  - 逗18 - イトーピア中央公園行
  - 逗19 - グリーンヒル行 ※平日のみ
  - 逗20 - 田浦駅行 ※平日のみ
  - 逗21 - 田浦駅行（グリーンヒル経由） ※土休日のみ
- 2番乗り場（逗子市役所真向かいすぐ）
  - 鎌40 - 鎌倉駅行（小坪経由）
- 3番乗り場（逗子市役所真向かいすぐ）
  - 逗22 - ハイランド循環
  - 逗29 - 亀が岡団地循環

### 南口
- 1番乗り場
  - 逗1 - 葉山町福祉文化会館行（長柄橋経由） ※平日のみ
  - 逗2 - 葉山行（長柄橋経由） ※平日日中以外・土休日16時台以降
  - 逗4 - 大楠芦名口行 ※平日は朝のみ・土休日は日中1本
  - 逗5 - 横須賀市民病院行
  - 逗6 - 長井行
  - 逗7 - 佐島マリーナ入口行 ※朝のみ
  - 逗8 - 電力中央研究所行 ※平日朝夕のみ
  - 逗10 - 元町循環 ※平日朝のみ
  - 逗15 - 衣笠駅行（葉山大道経由）
  - 逗16 - 湘南国際村センター行（葉山大道経由）
  - 逗25 - 衣笠駅行（南郷トンネル経由） ※平日朝夕のみ
  - 逗26 - 湘南国際村センター行（南郷トンネル経由） ※平日朝のみ
  - 逗28 - 南郷中学校行（長柄交差点経由 ／ 切通し下経由） ※切通し下経由は平日朝1本
  - 逗71 - 佐島マリーナ入口行（湘南佐島なぎさの丘経由）
  - 逗72 - 湘南佐島なぎさの丘行 ※午後のみ
- 2番乗り場
  - 逗11 - 葉山町福祉文化会館行（元町経由） ※平日のみ
  - 逗12 - 葉山行（元町経由）

## 駅名表記

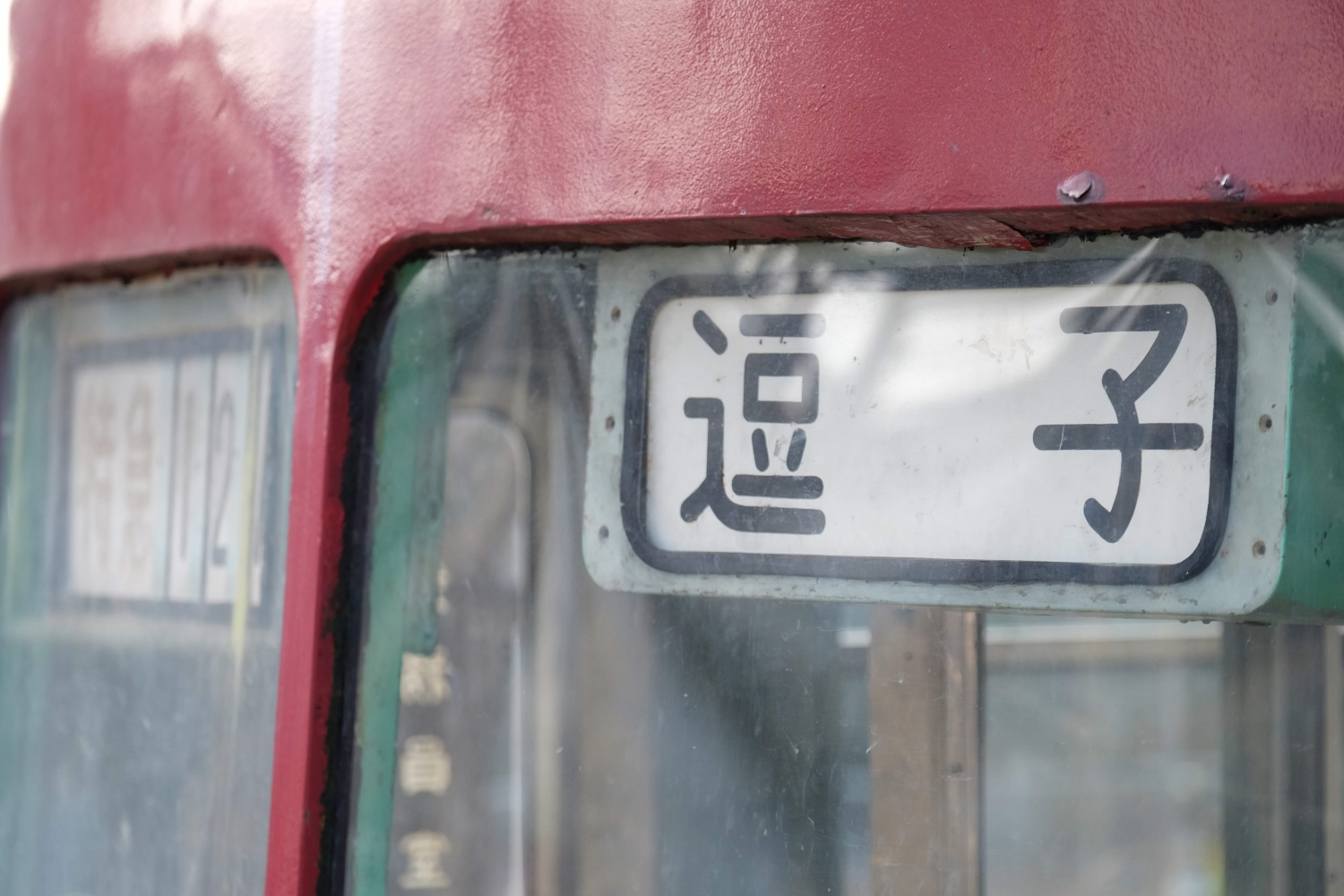
参考:京急600形

駅名標や車両の方向幕などでは、逗子の「逗」の字のしんにょうの点の数が一点ではなく二点になっている。方向幕では長らく一点しんにょうが使われていたが、2000年代に入った頃からは二点しんにょうに変更されている。なお、どちらのしんにょうを使っても構わないとされており、どちらも間違いではない。
逗子線の終点が逗子海岸駅だったときの方向幕には、「逗子」の二文字のみが表示されていた（「逗」の字は一点しんにょう）。

## 隣の駅
京浜急行電鉄
 逗子線
■特急・■急行・■普通
神武寺駅 (KK52) - 逗子・葉山駅 (KK53)